# アンセルモ・ロヴィアーティー
アンセルモ・ロヴィアーティー（Anselmo Robbiati, 1970年1月11日 - ）は、イタリア・レッコ出身の元サッカー選手で指導者。現役時代のポジションは攻撃的MF、 ウイング。父親のルイージ・ロヴィアーティーも元サッカー選手であった。

## 経歴
1987-88年度シーズン、当時セリエCのACモンツァでキャリアをスタートさせ、ACFフィオレンティーナ移籍までの6シーズンを過ごした。後にチームの殿堂入りを果たしている。
1993年に当時セリエBに降格していたフィオレンティーナに移籍した。フィオレンティーナには6シーズン在籍、ルイ・コスタ、フランチェスコ・バイアーノらを擁する中では途中出場することが多かったが、通算160試合に出場、27得点を挙げた。1995-96年度シーズン、アタランタBCを破ってコッパ・イタリアを獲得した。1996-97年度シーズンには途中出場も多い中、30試合に出場して11得点を挙げた。
2000年にインテル加入するも出場機会の無いまま、ペルージャに移籍した。

## タイトル
フイオレンティーナ
- コッパ・イタリア : 1995-96
- スーペルコッパ・イタリアーナ : 1996